# Neries-Hauptschule Jonava
Die Neries-Hauptschule Jonava (lit. Jonavos Neries pagrindinė mokykla) ist eine allgemeinbildende Hauptschule (10 Klassen) mit der Vorschulerziehung in der Altstadt von Jonava, einer litauischen Mittelstadt im Bezirk Kaunas, etwa 35 km von der Großstadt Kaunas entfernt. Die Schule befindet sich in der Region Aukštaitija und trägt den Namen des zweitgrößten litauischen Flusses, der Neris, welcher durch Jonava fließt und sich in der Nähe der Schule befindet.
An der Schule werden die Fremdsprachen Russisch, Deutsch und Englisch unterrichtet. Darüber hinaus werden auch Fächer wie Tanz und „Sicherheit des Menschen“ angeboten. Die Schule verfügt über eine Ganztagsbetreuung.

## Geschichte
Nach der Umstrukturierung des Altstädtischen Gymnasiums wurde am 1. September 1998 die Hauptschule Jonava im selben Gebäude eröffnet. Am 1. September 2000 zog die Schule in ihr heutiges Gebäude in der Kauno-Straße 59 um. Im Jahr 2005 erhielt sie den Namen „Neries“. Am 1. September 2008 wurde die Santarvės-Sekundarschule Jonava mit der Neries-Hauptschule Jonava zusammengelegt, wodurch die Santarvės-Abteilung (lit. Jonavos „Neries“ pagrindinės mokyklos „Santarvės“ skyrius) entstand. Im Jahr 2010 beschäftigte die Schule 86 Mitarbeiter, darunter 52 Pädagogen.
Mit einem Beschluss des Gemeinderats von Jonava vom 29. Januar 2009 wurde ein Teil der Räumlichkeiten im Erdgeschoss (Gesamtfläche: 860 m²) für 15 Jahre an das Zentrum für Körperkultur und Sport der Rajongemeinde Jonava (KKSC) übergeben. Außerdem werden die Räumlichkeiten der Sporthalle auf Grundlage desselben Beschlusses unentgeltlich von den Fußballspielern des KKSC genutzt – während der Saison (vom 15. Oktober bis 15. April) täglich von 16.00 bis 22.00 Uhr sowie an Ruhetagen von 10.00 bis 17.00 Uhr.